# Bodvoc
Bodvoc (auch Bodvoccus oder Boduoccus) war ein britannischer König des Stammes der Dobunni im heutigen England.
Bodvoc ist nur von seiner Münzprägung bekannt. Er scheint in den letzten vorchristlichen Jahrzehnten regiert zu haben. Der Fundort seiner Münzen deutet an, dass er den nördlichen Teil des Gebietes der Dobunni beherrschte. Für diese Zweiteilung des Herrschaftsgebietes gibt es nur Vermutungen, vielleicht war er der Sohn eines Königs, der sein Herrschaftsgebiet an zwei Söhne vererbte. Sein Nachfolger war Catti[...] (Name nicht vollständig überliefert).